# Diocèse de Bradford
Pour les articles homonymes, voir Bradford (homonymie).
Le diocèse de Bradford est un ancien diocèse anglican de la Province d'York qui s'étendait sur l'ouest du Yorkshire. Son siège était la cathédrale de Bradford.
Il est créé en 1920 à partir du diocèse de Ripon.
Le diocèse était divisé en deux archidiaconés, à Bradford même et à Craven.
En 2014 ce diocèse fut dissout et fusionné avec le diocèse de Ripon et le diocèse de Wakefield pour créer le Diocèse anglican de Leeds.